# Ermita de San Agustín (Tefía)
La ermita de San Agustín se encuentra en el pago de Tefía, término municipal de Puerto del Rosario, isla de Fuerteventura (Canarias, España) en el lugar llamado Tefía de Arriba.

## Historia
En la evolución histórica de esta edificación cabe reseñar que en 1713 se solicita licencia al Cabildo Catedralicio para la creación de una ermita costeada por los vecinos. Obtenida dicha licencia el 19 de marzo de 1714 se procede a la bendición del templo bajo la advocación de San Agustín. La primera fábrica fue bastante modesta pero las distintas remodelaciones y ampliaciones que ha sufrido la ermita a lo largo del tiempo han dado como resultado la imagen que hoy podemos observar.

## Arquitectura
La parte más antigua del templo se corresponde con la nave, cubierta a dos aguas y teja. El presbiterio está diferenciado en altura y cubierto a base de segmentos de adobe que se unen en el centro, rematado por un chapitel sobre el que se alza una pequeña cruz de madera. La sacristía, que curiosamente cuenta con dos plantas, se adosa al muro sur por la parte de la cabecera. La fachada es de influencia mudéjar, la puerta se enmarca dentro de un alfiz realizado en cantería y pintado de blanco; con este material también se realiza la espadaña que se coloca en la parte superior izquierda del hastial. La barbacana se construye en el siglo XVIII, cuenta con tres puertas, dos adinteladas abiertas en los muros sur y norte y una portada que abre frente a la fachada principal, realizada en cantería vista y rematada en arco de medio punto, alternando sus dovelas en cantería clara y oscuro.
Al interior, la cubierta de la nave es de madera, con harneruelo decorado con motivos geométricos y cordón. El presbiterio se diferencia de la nave por medio de un escalón y está cubierto por una cúpula que descansa sobre pechinas.